# Wikipedia
Wikipedia (pronuncia: vedi sotto) è un'enciclopedia online a contenuto libero, collaborativa, plurilingue e gratuita, nata nel 2001, sostenuta e ospitata dalla Wikimedia Foundation, un'organizzazione non a scopo di lucro statunitense.
Progetto lanciato da Jimmy Wales e Larry Sanger il 15 gennaio 2001, inizialmente nell'edizione in lingua inglese, nei mesi successivi ha aggiunto edizioni in numerose altre lingue. Sanger ne suggerì il nome, una parola macedonia nata dall'unione della radice wiki al suffisso pedia (da enciclopedia).
Etimologicamente Wikipedia significa "cultura veloce", dal termine hawaiano wiki (veloce), con l'aggiunta del suffisso -pedia, dal greco antico παιδεία (paideia, formazione). Con più di 55 milioni di voci in oltre 300 lingue, è l'enciclopedia più grande mai scritta. È tra i dieci siti web più visitati al mondo e costituisce l'opera di riferimento generalista più grande e più consultata su Internet.

## Storia

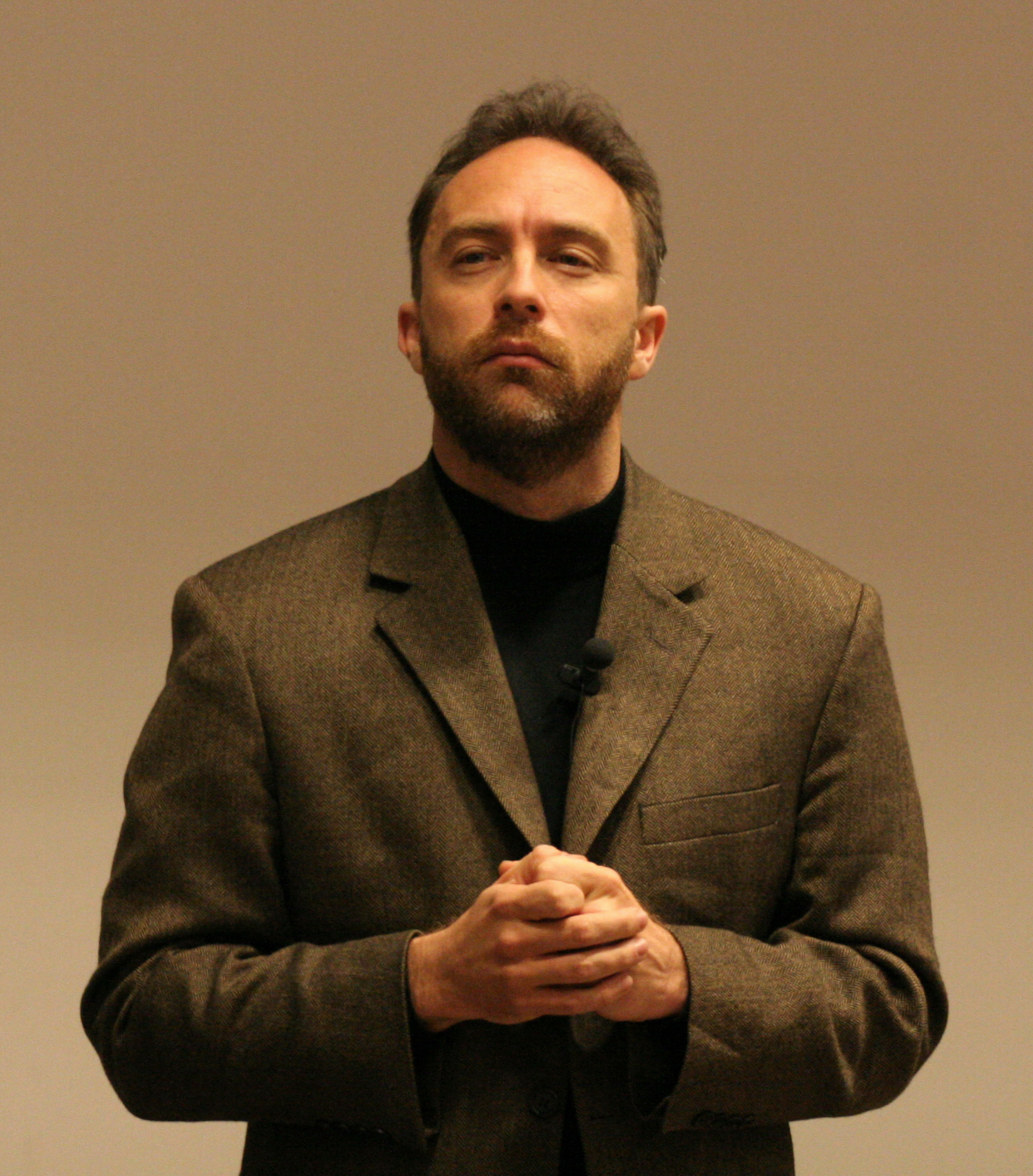
Jimmy Wales (Jimbo), cofondatore di Wikipedia nel 2005

Il logo della Wikimedia Foundation

Wikipedia prese il via come progetto complementare di Nupedia, un progetto per la creazione di un'enciclopedia libera online le cui voci erano scritte da esperti volontari attraverso un processo formale di revisione. Nupedia venne fondata il 9 marzo 2000 dalla società Bomis, proprietaria dell'omonimo portale di ricerca. Le figure principali erano Jimmy Wales, allora CEO della Bomis, e Larry Sanger, redattore capo di Nupedia e successivamente di Wikipedia.
Per il concetto di wiki Wales e Sanger dichiararono di essersi ispirati ai siti WikiWikiWeb o Portland Pattern Repository di Ward Cunningham.
Wikipedia, che esisteva già come servizio di Nupedia.com dal 10 gennaio 2001, fu formalmente lanciata il 15 gennaio 2001 sul sito Wikipedia.com, in inglese. A maggio giunsero i primi utenti registrati; nel corso dell'anno si svilupparono le edizioni in francese, tedesco, inglese, catalano, spagnolo, svedese, portoghese e a fine anno in italiano.
Alla fine del suo primo anno di esistenza l'enciclopedia arrivò a contare quasi 20 000 voci, su 18 edizioni in lingue differenti. Raggiunse 26 edizioni in lingua alla fine del 2002, 46 alla fine del 2003 e 161 alla fine del 2004. Nupedia e Wikipedia coesistettero finché i server della prima furono chiusi definitivamente nel 2003 e i suoi testi incorporati in Wikipedia (Nupedia aveva sofferto un tasso di crescita estremamente lento, a causa dei complicati processi di revisione, riuscendo a pubblicare solo 24 voci); Sanger uscì di scena, e un gruppo di utenti attuò una biforcazione della Wikipedia in spagnolo per costituire l'Enciclopedia Libre.
Da Wikipedia e Nupedia nacque nel 2003 la Wikimedia Foundation, l'organizzazione non profit che sostiene Wikipedia e i progetti fratelli (il primo dei quali fu In Memoriam: September 11 Wiki) che si sono aggiunti nel tempo. Ognuno è specializzato in un determinato ambito del sapere. La Wikimedia Foundation, infatti, diede successivamente vita a progetti complementari, tra i quali Wikizionario, Wikibooks, Wikisource, Wikispecies, Wikiquote, Wikinotizie, Wikiversità e Wikivoyage. Wales cedette tutti i diritti alla fondazione da lui promossa, che tuttora gestisce i marchi e l'infrastruttura informatica, garantendo che la gestione dei contenuti rimanga affidata alla comunità degli utenti.
Se nei primi due anni cresceva alla velocità di poche centinaia o meno di nuove voci al giorno (nel gennaio 2003 l'edizione in inglese raggiunse il traguardo delle 100 000 voci), nel 2004 subì un'esplosione, raddoppiando le dimensioni in un anno, con un aumento da 1 000 a 3 000 voci al giorno. Wikipedia raggiunse la sua milionesima voce, tra le 105 edizioni in lingua all'epoca presenti, il 20 settembre 2004.
A partire dal 2004 iniziò a costituirsi una rete di associazioni nazionali collegate alla Wikimedia Foundation (chiamate "capitoli ufficiali"), tra le quali Wikimedia Italia, fondata nel 2005. Nel settembre dello stesso anno l'edizione in italiano superò le 100 000 voci.
Raggiunto un considerevole numero di voci e di utilizzatori, Wikipedia diventò un tipico fenomeno del Web 2.0, grazie anche alla sua particolarità di essere rapidamente modificabile e aggiornabile da chiunque. Nel settembre 2007 l'edizione in inglese tagliò lo storico traguardo di 2 milioni di voci, divenendo la più vasta enciclopedia mai scritta e superando l'enciclopedia Yongle (1407), che aveva detenuto tale primato per 600 anni esatti. Nel Guinness dei primati del 2008 Wikipedia è riportata come la più grande enciclopedia al mondo. Il 27 marzo 2008, con oltre 250 edizioni locali, raggiunse 10 milioni di voci, raddoppiate il 18 novembre 2011 e triplicate nel giro dei tre anni successivi; nel 2015 superavano 35 milioni.
A settembre 2015 le edizioni di Wikipedia con più di 100 000 voci erano divenute 53, scritte in altrettante lingue, di cui 12 superavano il milione.

## Descrizione
L'obiettivo di Wikipedia è creare un'enciclopedia libera, ovvero liberamente accessibile, a contenuto libero, aperto e universale in termini di ampiezza di argomenti trattati. Wikipedia è stata descritta da Jimmy Wales, uno dei suoi fondatori, come 
Nelle intenzioni di Wales, nel lungo termine Wikipedia doveva raggiungere una qualità pari o migliore dell'Enciclopedia Britannica ed essere pubblicata anche su carta. Il progetto, ambizioso ma realistico, si colloca dunque nell'ambito della condivisione della conoscenza e della cultura partecipativa sfruttando la cosiddetta intelligenza collettiva sulla base delle regole d'uso e di contribuzione, espresse dall'enciclopedia stessa.
In quanto enciclopedia a carattere universale (o "generalista"), Wikipedia tratta molti argomenti diversi. Le voci sono organizzate in categorie tematiche; i temi generali sono di solito illustrati da portali e coordinati tramite progetti. 
L'enciclopedia è completamente gratuita e priva di pubblicità, in linea con i suoi principi base; il suo sostentamento avviene unicamente tramite libere donazioni degli utenti, grazie ad una raccolta fondi avviata ogni anno dalla Wikimedia Foundation. Il logo ufficiale di Wikipedia è una sfera quasi completa costruita con pezzi di puzzle che riportano caratteri di vari alfabeti (Վ, វិ, ウィ, ው, উ, Ω, W, و, वि, 維, И, 위, ვ, ವಿ, ו, วิ, ཝི, வி), a simboleggiare il mondo e una conoscenza globale in costruzione, a disposizione di tutti.
Su Internet esistono o sono esistiti molti altri progetti enciclopedici. In genere dispongono di una linea editoriale stabilita e adottano le tradizionali politiche sulla proprietà intellettuale dei contenuti, come per esempio l'Enciclopedia Stanford di filosofia, compilata da esperti. Siti web più informali, come H2g2 o Everything2, servono come guide generali le cui voci sono scritte e controllate da persone comuni. Progetti come Wikipedia, Susning.nu e la Enciclopedia Libre sono invece wiki le cui voci sono sviluppate da numerosi autori e in cui non esiste alcun processo formale di revisione. Wikipedia è il primo e più grande di questi wiki enciclopedici per numero di voci. A differenza delle enciclopedie che l'hanno preceduta, il contenuto di Wikipedia è distribuito con una licenza libera.
Wikipedia è pubblicata in 329 lingue diverse (di cui 318 attive) e contiene voci sia sugli argomenti propri di una tradizionale enciclopedia sia su quelli di almanacchi, dizionari geografici e specialistici. Lo scopo è quello di raccogliere dati, informazioni e descrizioni, creando e distribuendo al pubblico un'enciclopedia libera, gratuita e sempre più ricca di contenuti. Le varie edizioni in lingua sono sviluppate indipendentemente l'una dall'altra, ovvero non sono vincolate ai contenuti presenti nelle altre, ma sono tenute unicamente al rispetto delle linee guida generali del progetto come il punto di vista neutrale.
Tuttavia, i testi delle voci e i contenuti multimediali sono spesso condivisi tra le varie edizioni: i primi grazie alle traduzioni, i secondi attraverso il progetto condiviso chiamato Wikimedia Commons. Le voci tradotte rappresentano una percentuale relativamente piccola. L'edizione in tedesco, quella in italiano e una selezione di voci tratte dalla versione in inglese sono state distribuite anche su compact disc e DVD, mentre di molte edizioni sono stati creati dei mirror online o progetti derivati.
Ad agosto 2015 Wikipedia conteneva più di 35 milioni di voci - in totale oltre 135 milioni di pagine, modificate oltre 2 miliardi di volte - e contava oltre 55 milioni di utenti registrati. Nel 2015 Wikipedia si posizionava tra il sesto e il settimo posto nella classifica dei siti più visitati: riceve infatti oltre 374 milioni di visitatori unici al mese (a settembre 2015). Le voci di Wikipedia sono spesso citate dai mass media tradizionali e da istituti accademici.

### Caratteristiche
(Beppe Severgnini)
La caratteristica primaria di Wikipedia è il fatto che dà la possibilità a chiunque di collaborare, utilizzando un sistema di modifica e pubblicazione aperto che si appoggia su una piattaforma Wiki (MediaWiki). In altri termini, essa è curata da volontari: le pagine possono essere modificate da chiunque e non c'è un comitato di redazione né alcun controllo preventivo sul contenuto inviato. In particolare, si basa sul diritto di citazione come testimonianza di attendibilità dei contenuti che riportino la fonte di origine, classificandosi dunque come fonte terziaria. La registrazione non è obbligatoria, ma consigliata. A causa della sua natura aperta, vandalismi e imprecisioni sono problemi riscontrabili in Wikipedia. Il miglioramento dell'enciclopedia è dovuto unicamente al continuo apporto di contributi sia in termini di nuovi contenuti che di revisioni degli stessi, della forma e della formattazione secondo le linee guida da parte di tutti gli utenti volontari.
Caratteristica delle voci di Wikipedia sono inoltre i numerosi collegamenti ipertestuali ad altre voci dell'enciclopedia che permettono un'agevole navigazione e una facile consultazione di altri argomenti con uno stile che ricorda il Web 1.0 (o web statico), mentre di fatto la piattaforma Mediawiki appartiene al Web 2.0 (o web dinamico). Tutte le voci sono comunemente rintracciabili tramite ricerca web con Google, che solitamente le indicizza tra le prime posizioni, ma l'enciclopedia può essere vista come un vero e proprio portale web, a cui si accede dalla pagina principale che fornisce in primo piano una voce del giorno, una voce di qualità, ricorrenze del giorno, un motore di ricerca interno, ecc. Le foto provengono dal progetto Wikimedia Commons, su cui vengono caricate e poi richiamate nelle voci di Wikipedia. 
Per garantire tale progresso, Wikipedia si fonda su cinque pilastri, sulle linee guida, volte ad identificare i tipi di informazione adatti a esservi inseriti, e su un codice di comportamento detto Wikiquette. Vi si fa spesso riferimento nelle dispute per decidere se un particolare contenuto deve essere aggiunto, rivisto, trasferito ad un progetto affine o rimosso. Uno dei principi alla base di Wikipedia è il "punto di vista neutrale", secondo il quale, ad esempio, le opinioni presentate da personaggi importanti o da opere letterarie vengono riassunte senza tentare di determinare una verità oggettiva. Le edizioni di Wikipedia contengono spesso anche uno ''sportello informazioni'' in cui la comunità risponde alle domande tecniche degli utenti.

### Contenuto libero e aperto

Wikipedia è pubblicata con licenza Creative Commons Attribuzione-Condividi allo stesso modo (CC-BY-SA)

Il logo del progetto GNU

Originariamente pubblicata sotto la licenza libera GFDL, dal 15 giugno 2009 è migrata alla licenza Creative Commons BY-SA 3.0, più compatibile con gli scopi e gli usi di Wikipedia e in generale dei progetti Wikimedia (le licenze Creative Commons non esistevano nel 2001, alla nascita del progetto). Il cambiamento di licenza è stato sottoposto a votazione della comunità.
La licenza sotto la quale le voci di Wikipedia sono rese disponibili è una delle molte licenze di copyright di tipo permissivo (ma dal copyleft di tipo "forte"), in quanto permette la redistribuzione, la creazione di opere derivate e l'uso commerciale del contenuto a condizione che si mantenga l'attribuzione agli autori e che il contenuto rimanga disponibile sotto la stessa licenza. Quando un utente contribuisce al progetto con materiale originale, i diritti d'autore rimangono in suo possesso, ma egli acconsente a concedere la propria opera sotto la licenza libera. Il materiale di Wikipedia può quindi essere distribuito a fonti o incorporato da fonti che a loro volta usano questa licenza. Del contenuto di Wikipedia sono stati creati numerosi mirror o progetti derivati a partire da copie dei database.
Sebbene tutti i testi siano disponibili sotto la stessa licenza, una percentuale significativa di immagini e suoni in Wikipedia non sono liberi: elementi come loghi aziendali, saggi, testi di canzoni o foto giornalistiche protette da copyright sono usati con una rivendicazione di fair use (tuttavia, in alcuni paesi il concetto di fair use non è presente nel corpo legislativo, e quindi opere che contengono questi elementi potrebbero essere inammissibili). Wikipedia riceve anche del materiale concesso a condizione che non si possano produrre lavori derivati o che possa essere usato solo all'interno di Wikipedia. Alcune edizioni comunque accettano solo contenuti multimediali liberi da copyright.

### Software e hardware
Wikipedia condivide le risorse software e hardware con gli altri progetti della Wikimedia Foundation, in particolare il motore che interpreta il markup delle pagine (MediaWiki) e i server su cui sono salvati i database che contengono le pagine dell'enciclopedia.

### Edizioni linguistiche
A novembre 2023, data dell'ultima variazione, sono attive 326 diverse edizioni linguistiche di Wikipedia, 13 sono state chiuse. 

#### Wikipedia in italiano e le lingue minori
La versione in lingua italiana di Wikipedia è soprannominata it.wiki ed è nata l'11 maggio del 2001, sotto il nome a dominio di terzo livello it.wikipedia.org.
Nel 2003 nascono le Wikipedia in latino e in occitano. Ad aprile 2004 nasce la Wikipedia in sardo, a ottobre la Wikipedia in siciliano, a gennaio 2005 la Wikipedia in friulano, nel corso del 2005 le versioni in corso, napoletano, romancio, veneto e lombardo. Nel 2006 escono le edizioni in ligure, piemontese, francoprovenzale e tarantino; nel 2007 in emiliano e romagnolo.
La creazione della Wikipedia in lingua ladina è stata in fase di test fino al 2020, quando è stata resa operativa.

### Pronuncia di Wikipedia

#### In italiano
Il nome Wikipedia è composto dal prefisso wiki- (dall'hawaiano wiki, veloce) e dal suffisso -pedia (dal greco antico paideia, formazione). Il progetto non prevede una pronuncia ufficiale del suo nome proprio, lasciando libertà di pronunciarlo secondo le proprie preferenze.
La pronuncia vichipedìa sarebbe preferibile in quanto linguisticamente più integrata, considerando la pronuncia consolidata in lingua italiana del suffisso -pedìa (-pedìa /peˈdia/, come in enciclopedia) e la pronuncia consolidata della lettera w di wiki (vìchi /ˈviki/, come in wafer o Walter). L'Accademia della Crusca si è espressa analogamente in più occasioni, indicando come preferibile la forma vichipedìa.
Le pronunce anglicizzanti (o inglesi italianizzate), meno integrate nel sistema linguistico dell'italiano, sono tuttavia diffuse. Il Dizionario di pronuncia italiana di Luciano Canepari, uniformandosi alla pronuncia inglese, riporta /wikiˈpɛdja/ (uichipèdia) come forma primaria, /wikiˈpidja/ (uichipìdia) come accettabile e /wikipeˈdia/ (uichipedìa) come pronuncia intenzionale «per fare sfoggio». Il Dizionario d'ortografia e di pronunzia della Rai indica invece come unica pronuncia italiana vichipedìa, e tutte le altre come inglesi (o all'inglese).

#### In inglese
In inglese si dice comunemente [ˌwɪkiˈpiːdiə] o [ˌwiːkiˈpiːdiə], ma non esiste una pronuncia ufficiale.

## Redazione

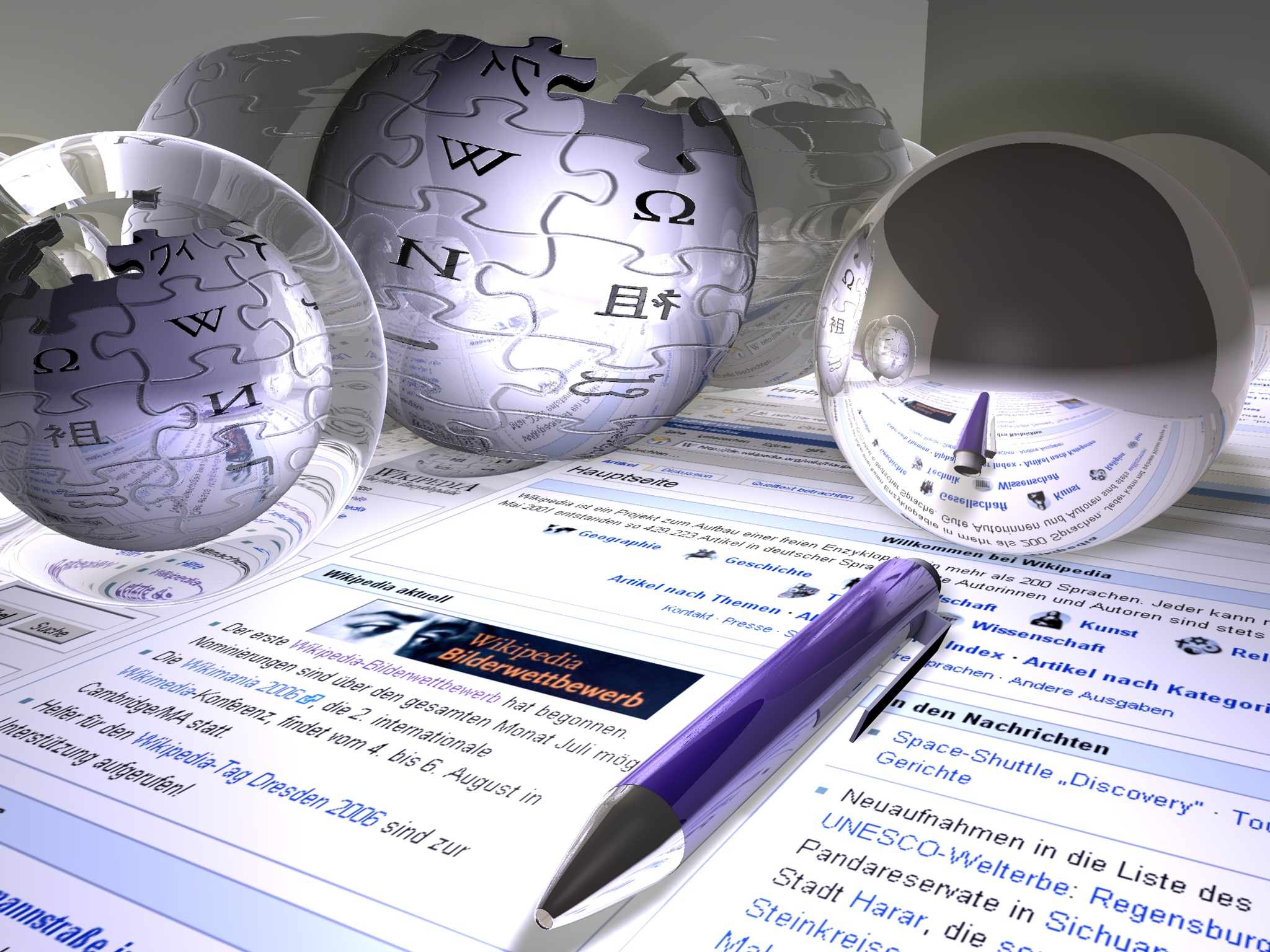
Realizzazione in 3D del logo di Wikipedia in uno sfondo contestuale

Wikipedia non è regolata da alcun comitato di redazione centrale né da un piano editoriale: le voci sono scritte spontaneamente da centinaia di migliaia di volontari non remunerati né iscritti ad associazioni, che si organizzano autonomamente stabilendo da soli le regole interne e lo svolgimento degli argomenti nelle voci. Wikipedia, infatti, è costruita sulla convinzione che la collaborazione tra gli utenti possa nel tempo migliorare le voci, più o meno nello stesso spirito con cui viene sviluppato il software libero. Nel caso del software, se è libero, chiunque può prelevarne i sorgenti, modificarli e ridistribuirli, eppure solitamente i programmatori si limitano a proporre alcune modifiche agli autori, i quali le adottano o meno a loro insindacabile giudizio.
Le voci sono sempre aperte alle modifiche (tranne quando vengono protette a tempo determinato a causa di vandalismi o edit war) e non si dichiara mai conclusa la stesura di una voce. Alcuni utenti provano a inserire informazioni malevole o goliardiche ma enciclopedicamente irrilevanti, che di solito vengono rimosse prontamente da altri utenti. In gergo questo tipo di modifiche è chiamato vandalismo.
Wikipedia mantiene un approccio ottimistico sulla bontà delle modifiche proposte: tutti hanno la possibilità di creare o modificare una voce e vedere pubblicate all'istante le modifiche. Gli autori delle voci, che non devono avere necessariamente alcuna competenza o qualifica formale sugli argomenti trattati ma devono basare le proprie pubblicazioni su fonti autorevoli, sono però avvertiti che i loro contributi possono essere cancellati o modificati e redistribuiti da chiunque, nei termini della licenza e delle linee guida interne a Wikipedia. Le voci sono controllate dalla comunità con il supporto di un gruppo di amministratori che svolgono alcune azioni tecniche. Le decisioni sul contenuto e sulle politiche editoriali di Wikipedia sono ottenute di norma per consenso e in alcuni casi per votazione, sebbene per alcuni anni Jimmy Wales si fosse riservato decisioni in alcuni casi nell'edizione in inglese.
Grazie al software wiki, tutte le modifiche alle voci di Wikipedia sono archiviate in una cronologia delle versioni accessibile a chiunque. Wikipedia perciò è anche la prima tra le grandi enciclopedie che permette a tutti di osservare il processo di sviluppo nel tempo di una voce e di verificare se, come e dove il contenuto è stato oggetto di controversie. Persino le cancellazioni e gli altri vandalismi che subisce una pagina sono di norma visibili a tutti. Tutti i punti di vista contestati, espressi in un dato momento e successivamente cancellati, rimangono consultabili e forniscono informazioni complementari sull'argomento di cui è oggetto la voce e sul suo grado di controversia, aggiungendovi inoltre la dimensione temporale. 
Oltre all'editor classico che utilizza un linguaggio di markup estremamente semplificato (ad es. molto più semplice dell'HTML), il software MediaWiki mette a disposizione anche un editor visuale, chiamato VisualEditor.

### Autori

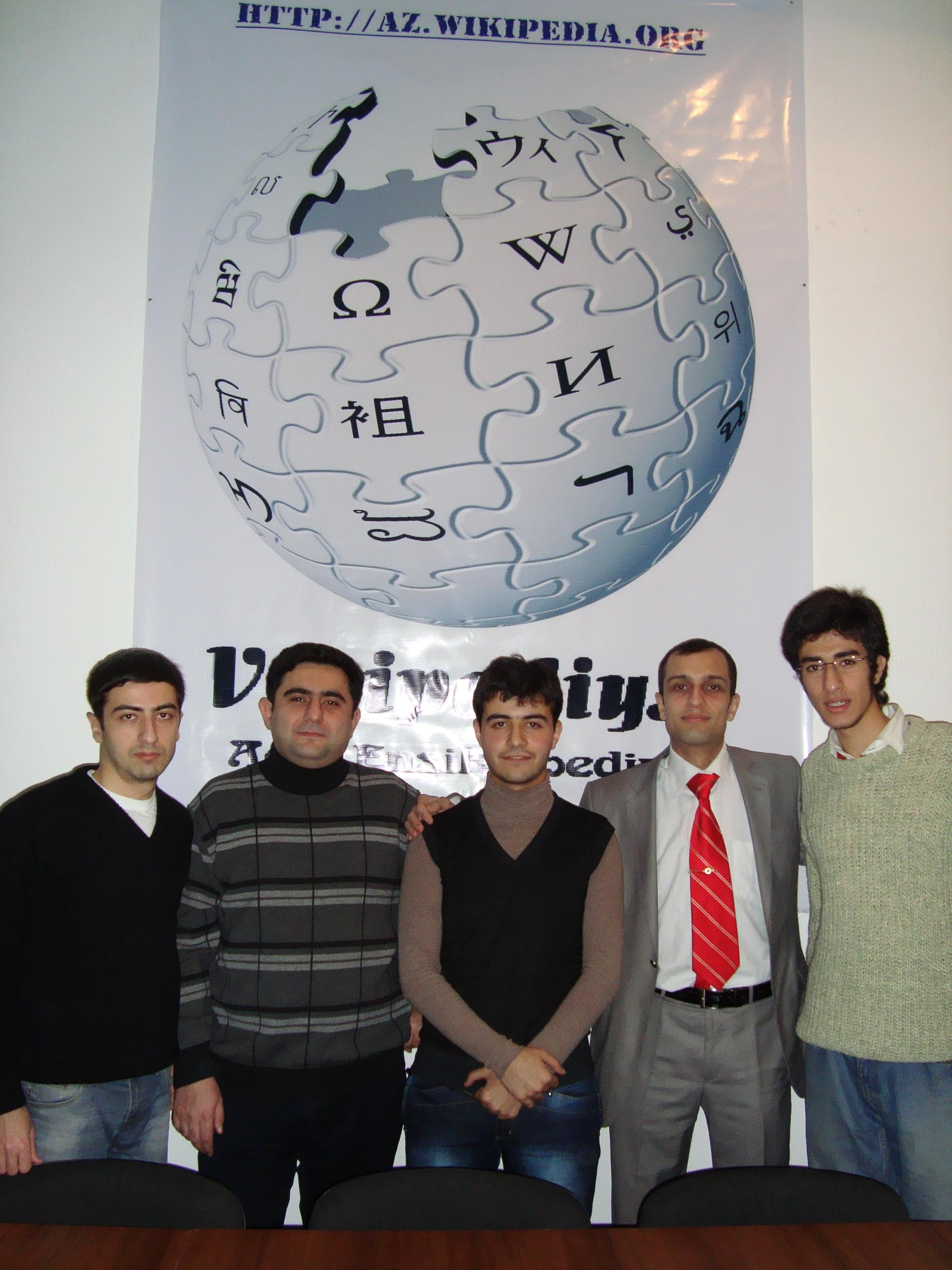
Riunione di wikipediani dal vivo (Baku, Azerbaigian, dicembre 2009)

Nel gergo di Wikipedia gli autori - cioè quegli utenti che collaborano attivamente all'inserimento dei contenuti - sono chiamati "wikipediani" e formano un'ampia e variegata comunità di pratica. L'attività di wikipediano è riconosciuta come "profilo professionale" dall'IWA (International Webmasters Association).
Su Wikipedia non vi sono distinzioni formali tra chi collabora al progetto: le decisioni sono idealmente prese raggiungendo il consenso tra coloro che sono coinvolti. A giugno 2015 gli utenti attivi (cioè quelli che avevano contribuito a Wikipedia con almeno cinque interventi) erano 71 000 (oltre 40 000 nell'ambito delle tre edizioni maggiori, ovvero quelle in lingua inglese, tedesca e giapponese). Il gruppo più attivo, composto da quasi 10 000 utenti (di cui circa il 50% lavorava nelle tre edizioni maggiori), ha fornito 100 contributi o più a testa nel corso del mese. Secondo Wikimedia, un quarto del traffico di Wikipedia proviene da utenti non registrati, che difficilmente diventeranno collaboratori stabili.
I lavori di manutenzione sono svolti da un gruppo di volontari che sono chiamati, a seconda del ruolo, sviluppatori, steward, check user, oversight, burocrati e amministratori; nel complesso alcune migliaia di persone. Gli amministratori (sysop) sono i più numerosi (oltre quattromila al 2015) e sono loro attribuite alcune funzioni tecniche aggiuntive che, in caso di necessità, servono ad impedire la modifica di singole voci, cancellare e ripristinare le voci o togliere (in modo temporaneo o permanente) ad alcuni utenti la facoltà di modificare Wikipedia, seguendo quanto stabilito dalle linee guida della comunità. Non essendo gli amministratori dei moderatori, il controllo e l'eliminazione dei vandalismi sono a carico di tutta la comunità degli utenti. Gli atti di vandalismo o le infrazioni più lievi alle linee guida possono comportare un avvertimento o un blocco temporaneo, mentre i blocchi a lungo termine o permanenti in conseguenza di infrazioni prolungate e gravi sono in genere decisi dalla comunità o, in alcune edizioni, da un comitato arbitrale.
L'ex redattore capo di Wikipedia Larry Sanger afferma che avere la licenza libera GFDL come "garanzia di libertà è una forte motivazione a lavorare in un'enciclopedia libera". In uno studio su Wikipedia come comunità, il docente di economia Andrea Ciffolilli sostiene che il basso costo di transazione nella partecipazione ad un software wiki crea un catalizzatore per lo sviluppo collaborativo e che un approccio alla "costruzione creativa" incoraggia la partecipazione. Wikipedia è vista come un esperimento sociale di democrazia. Il suo fondatore ha replicato che non è stata pensata come tale, ma piuttosto ne è una conseguenza. In una pagina a proposito del fare ricerche con Wikipedia i suoi autori spiegano che Wikipedia è importante come comunità sociale: agli autori di voci può venir chiesto di difendere o spiegare il loro operato e le discussioni sono immediatamente visibili.

### Comunità
Wikipedia possiede una comunità di utenti che sono in proporzione pochi, ma molto attivi. William G. Emigh e Susan C. Herring (2005) affermano che «pochi utenti attivi, quando agiscono in concerto con norme stabilite all'interno di un sistema redazionale aperto, possono raggiungere il controllo totale sul contenuto prodotto nel sistema, cancellando letteralmente diversità, controversie e inconsistenze e omogeneizzando le voci dei collaboratori.» I redattori di Wikinfo, un progetto derivato da Wikipedia, sostengono analogamente che i contributori nuovi o controversi di Wikipedia sono spesso ingiustamente etichettati troll o utenti problematici e viene loro impedito di apportare modifiche. La comunità di Wikipedia è stata anche criticata per il fatto di rispondere alle lamentele riguardo alla qualità di una voce consigliando a chi si lamenta di correggere la voce.

### Linee di condotta
Wikipedia richiede ai propri collaboratori di osservare un punto di vista neutrale quando scrivono e di non inserire alcuna ricerca originale, dal momento che un'enciclopedia è una fonte terziaria. Questa condotta, se rigorosamente applicata, mette al sicuro l'enciclopedia da eventuali minacce legali per reati di diffamazione e al contempo le conferisce obiettività e affidabilità.
Il punto di vista neutrale, di per sé una linea di condotta non negoziabile, rende chiaro che l'obiettivo dell'enciclopedia è quello di presentare le dispute e descriverle piuttosto che impegnarsi per esse. Qualora fosse completamente raggiunto, Wikipedia non si troverebbe ad essere scritta sulla base di un singolo punto di vista "oggettivo", ma a presentare in modo imparziale tutti gli aspetti di una questione, attribuendoli in modo neutrale ai propri sostenitori. Questa politica impone che ciascun punto di vista debba ricevere una trattazione adeguata al suo seguito. Le opinioni e teorie inedite sono considerate "ricerche originali" e non sono pubblicabili in Wikipedia, dato che sono incompatibili con il concetto di enciclopedia (che è un'opera compilativa) e non possono essere presentate secondo un punto di vista neutrale e con fonti indipendenti.
I collaboratori di Wikipedia mantengono in più una varietà di politiche e linee guida minori. Al contrario di altri progetti basati su wiki, come il Portland Pattern Repository di Ward Cunningham (considerato l'inventore del wiki), i wikipediani usano le cosiddette pagine di discussione per discutere le modifiche alle voci, piuttosto che farlo all'interno delle voci stesse. I collaboratori di Wikipedia spesso modificano, spostano e cancellano le voci che sono considerate inadatte a un'enciclopedia, come le definizioni da dizionario (per cui esistono progetti appositi come il Wikizionario) o testi da fonti originali. Le varie edizioni di Wikipedia, facenti capo a comunità distinte su base linguistica, stabiliscono autonomamente le proprie convenzioni stilistiche, nonché le varie policy di condotta tra utenti.

## Distribuzione

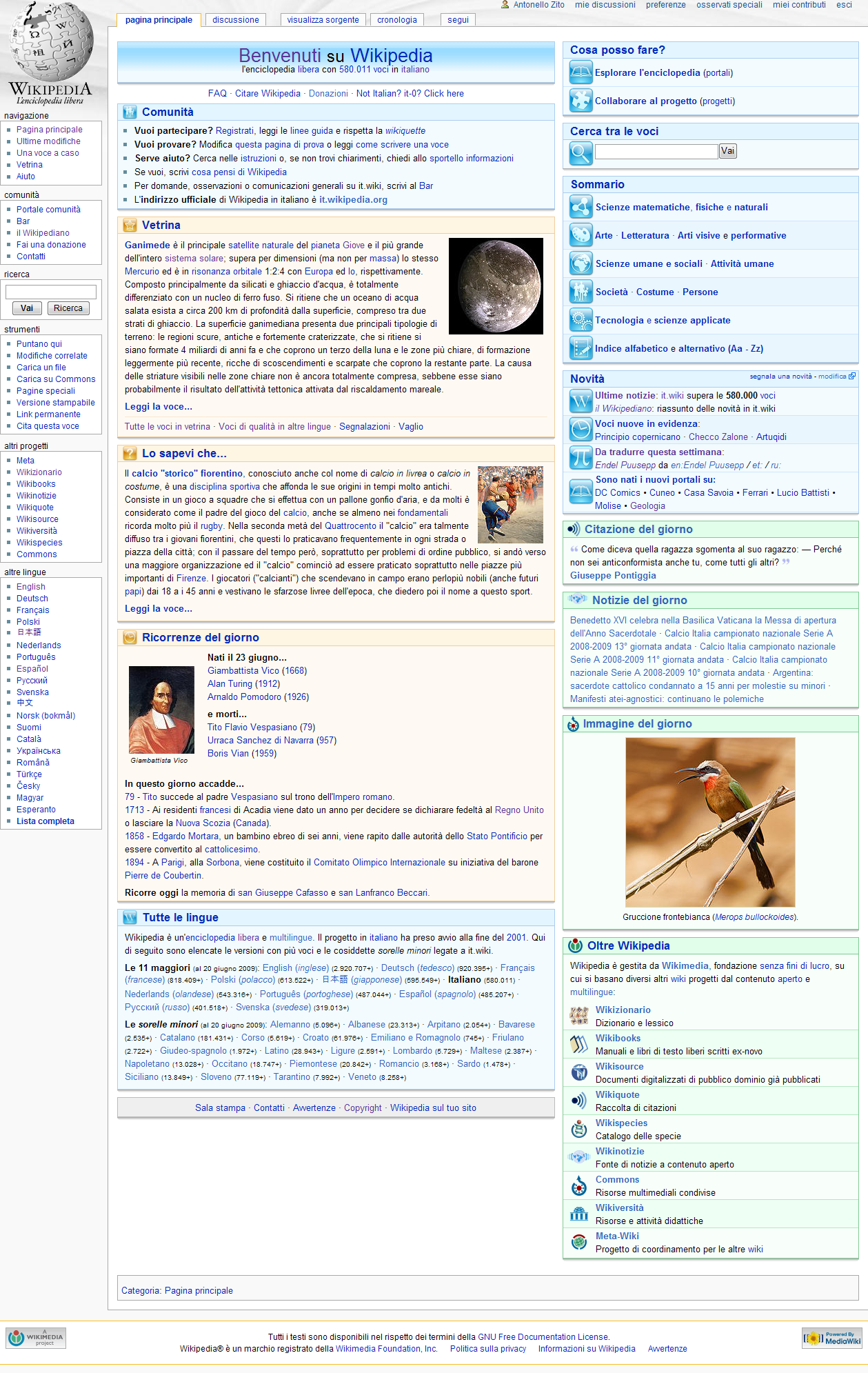
La home page della versione in italiano del sito web Wikipedia.org nel 2009

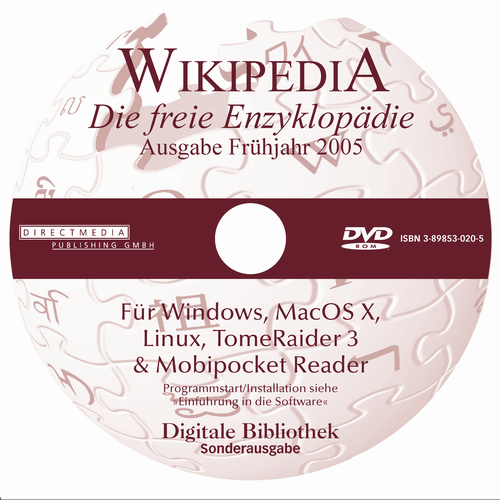
Il DVD di de.wiki

Il contenuto di Wikipedia viene distribuito in diversi modi. Oltre alla distribuzione nella forma originale online, attraverso i siti ufficiali o i molti mirror creati su altri server web, hanno ottenuto popolarità anche le versioni stampate o pronte alla stampa.
I cosiddetti WikiReader (pubblicazioni su carta con selezioni di voci) sono stati lanciati dalla Wikipedia tedesca a febbraio 2004 con il primo WikiReader sulla Svezia di Thomas Karcher. Hanno fatto seguito altri WikiReader nel formato PDF o con le versioni stampate in preparazione per la vendita. L'esempio tedesco è stato ripreso altrove e sono nati altri progetti WikiReader ad opera degli utenti cinesi, inglesi, francesi e polacchi. Wikipress ha messo in vendita un libro in brossura dell'edizione 2005-2006 comprensivo di un DVD.
Nel 2009 è stata aggiunta a Wikipedia un'estensione con la quale ogni utente può raccogliere più voci dell'enciclopedia in "libri" che possono essere consultati offline e distribuiti come e-book gratuiti o anche stampati in volume grazie ad un servizio online a pagamento.
Sono disponibili anche CD e DVD di Wikipedia. Il progetto tedesco di Wikipedia è stato il primo a distribuire una versione su questi supporti nel 2004.
A settembre 2007 anche l'edizione in italiano di Wikipedia è stata pubblicata in una versione in DVD, la seconda ad essere distribuita su tale supporto.

### Wikipedia mobile
I contenuti di Wikipedia sono consultabili anche tramite dispositivi mobili (cellulari, palmari, smartphone, ecc.). Esiste infatti una versione mobile del sito, che consente di accedere alle voci di Wikipedia presentandole in una veste grafica semplificata, adatta per questo tipo di dispositivi. Il servizio QRpedia consente di generare codici QR contenenti particolari link che permettono di accedere alla versione di Wikipedia mobile di una data voce, puntando automaticamente alla pagina nella stessa lingua del dispositivo in uso. Sono disponibili inoltre applicazioni dedicate, ad esempio Wikipedia Mobile per iPhone e Wikipedia Mobile per Android.

## Reputazione
(Lucio Russo, La cultura componibile)
La reputazione di Wikipedia quale mezzo di consultazione è soggetta a discussioni di opposti orientamenti: da una parte elogiata per la sua libera distribuzione, libera compilazione e ampia gamma di argomenti trattati, dall'altra criticata per presunti pregiudizi sistemici (secondo cui vengono privilegiate le voci di interesse dei singoli contributori indipendentemente dalla loro oggettiva importanza), lacune su alcuni argomenti e mancanza di responsabilità e autorità in rapporto alle enciclopedie tradizionali.
Anche il concetto di "enciclopedia" di Wikipedia è oggetto di dibattito, a maggior ragione da quando essa ha incrementato la sua importanza. Le critiche più frequenti riguardano una mancanza di affidabilità, conoscenza e autorevolezza. La critica più forte riguarda l'affidabilità di contenuti. Ferma restando la natura work in progress dell'opera, ovvero la continua tendenza al miglioramento nel tempo della completezza e affidabilità dei contenuti, uno studio della rivista Nature del 2008, che ha confrontato la versione inglese di Wikipedia con la famosa enciclopedia Britannica, ha evidenziato una differenza minima tra le due in termini di errori (4 in media per ciascuna voce di Wikipedia e 3 per la Britannica). Addetti ai lavori del mondo cartaceo (bibliotecari, accademici, redattori ed editori di enciclopedie classiche) considerano invece Wikipedia di scarsa o nulla utilità quale mezzo di consultazione.
Per contro, altri ritengono Wikipedia di qualità sufficiente in almeno alcune aree, sostenuti dal fatto che essa ha vinto un test comparativo proposto da c't, rivista tedesca di informatica. Molti degli elogi le sono attribuiti per il fatto di essere sia a contenuto libero sia aperta alle modifiche di chiunque. I redattori stessi di Wikipedia sono stati piuttosto attivi nel valutare, sia positivamente sia negativamente, l'enciclopedia.
Nel 2007 una forte critica è stata mossa da Robert Cailliau — uno degli ideatori del web — che ha affermato che Wikipedia «…rappresenta proprio ciò che non volevamo che diventasse il web»; questo perché Wikipedia concentra in un solo "luogo" un gran numero di informazioni, invece nelle menti degli ideatori vi era una struttura a rete, in cui la parte tecnica, ma anche le informazioni fossero distribuite equamente sui suoi nodi, in modo che se venisse a mancare uno di questi nodi non si formasse una voragine d'informazione. Di fatto Wikipedia funziona molto efficacemente come un aggregatore di informazioni e notizie provenienti da numerose fonti primarie (cartacee e web) di fronte all'enorme numero di informazioni disperse nel web, cresciute con il web stesso, stimolando allo stesso tempo la condivisione del sapere in rete e il senso di responsabilità. Allo stesso tempo i difensori e fruitori ne esaltano la "portabilità" rispetto alle enciclopedie cartacee, ovvero la disponibilità a portata di un "click", sebbene molte delle principali enciclopedie classiche abbiano reso disponibili edizioni virtuali.
Per questo Wikipedia è stata usata dai media, da membri della comunità accademica e da altri come fonte informativa principale o secondaria. Alcuni organi d'informazione hanno citato le voci di Wikipedia come fonte o le hanno segnalate tra le informazioni aggiuntive disponibili sul Web, anche in modo reiterato. Secondo gli elenchi tenuti dai contributori di Wikipedia, le sue voci sono state citate con maggiore frequenza nei media di contenuto informativo, più raramente in studi accademici, libri, conferenze e aule giudiziarie. Ad esempio, il sito del Parlamento del Canada cita la voce inglese di Wikipedia sui matrimoni gay tra le letture consigliate riguardo al proprio progetto di legge C-38. Alcuni utenti mantengono liste (incomplete) dei casi in cui Wikipedia è stata citata come fonte.

### Osservazioni, critiche e apprezzamenti

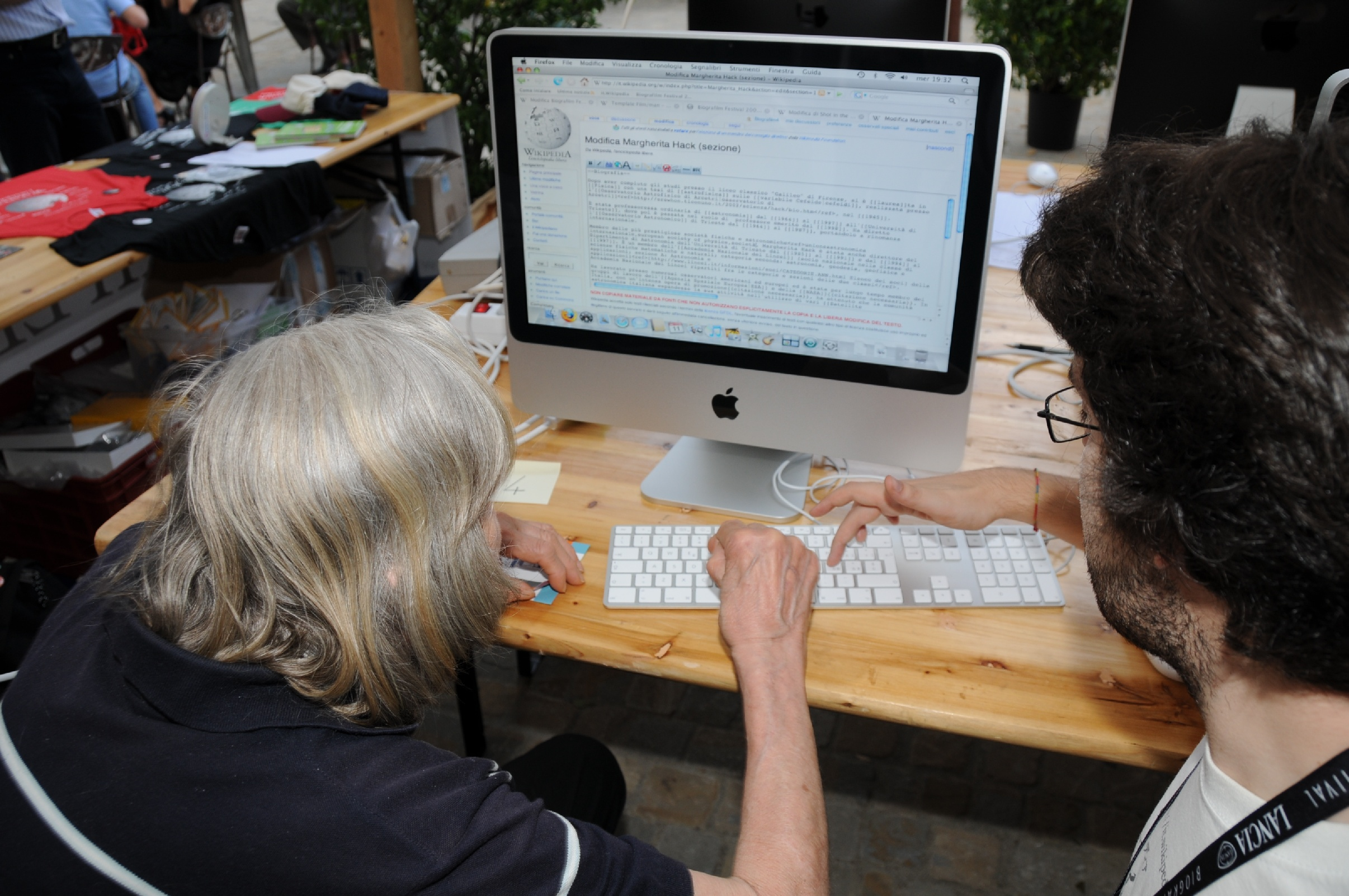
L'astrofisica Margherita Hack, aiutata da un volontario, modifica la propria voce su Wikipedia (foto del 2008)

I critici sostengono che l'accesso in scrittura a chiunque renda Wikipedia un prodotto inaffidabile.
Wikipedia non contiene alcun processo formale e sistematico di revisione e, dunque, di controllo dei fatti: gli stessi contributori potrebbero non essere esperti negli argomenti di cui scrivono.
Il bibliotecario e consulente per Internet Philip Bradley nel 2004 dichiarò al britannico Guardian di non avere intenzione di utilizzare Wikipedia e di non essere «a conoscenza di un solo bibliotecario che lo farebbe. Il problema principale è la mancanza di autorevolezza. Per le pubblicazioni stampate, gli editori devono garantire che i loro dati siano attendibili in quanto il loro sostentamento dipende da questo. Ma con qualcosa come questo, tutto ciò perde di significato».
Analogamente il direttore responsabile dell'Enciclopedia Britannica Ted Pappas disse al Guardian: «Il presupposto di Wikipedia è che il continuo miglioramento porterà alla perfezione. Tale presupposto non è assolutamente dimostrato».
Nel discutere su Wikipedia come fonte accademica Danah Boyd, ricercatrice presso la School of Information Management and Systems (SIMS) dell'Università della California a Berkeley, scrisse nel 2005 che «[Wikipedia] non sarà mai un'enciclopedia, ma conterrà una vasta conoscenza piuttosto valida per diversi scopi».
Alcuni articoli accademici sottoposti a revisione paritaria, come quelli pubblicati sulla rivista scientifica Science, hanno riportato riferimenti a voci di Wikipedia.
L'atteggiamento del mondo scientifico verso Wikipedia come strumento di consultazione non è stato solo negativo. Le voci di Wikipedia sono state citate nelle enhanced perspectives (abstract delle più recenti ed entusiasmanti ricerche scientifiche) disponibili on line sul sito di Science.
Il primo di tali abstract ad avere un link a Wikipedia fu A White Collar Protein Senses Blue Light (Linden, 2002), e da allora altre ne seguirono.
Tali collegamenti, tuttavia, sono proposti al lettore solo come letture supplementari e non come fonti usate dall'autore dell'articolo, e le enhanced perspectives non sono pensate per servire, esse stesse, da materiale di riferimento.
In un articolo del 2004, The Faith-Based Encyclopedia (L'enciclopedia basata sulla fiducia), l'ex direttore della Britannica Robert McHenry criticò l'approccio wiki, sostenendo che «…per quanto vicina — in qualche momento della sua vita — al raggiungimento della credibilità, una voce di Wikipedia è sempre aperta a qualche ficcanaso poco informato o semi acculturato… L'utente che visita Wikipedia per apprendere qualche argomento, per confermare qualche dato di fatto, è piuttosto nella posizione dell'avventore di un bagno pubblico. Potrebbe essere palesemente sporco, così che egli sa di dover fare molta attenzione, o potrebbe sembrare discretamente pulito, così che egli potrebbe farsi cullare dal falso senso di sicurezza. Ciò che certamente non può sapere è chi ha usato i servizi prima di lui».
Per rispondere a tale critica, sono stati proposti metodi per indicare l'origine del materiale nelle voci di Wikipedia.
L'idea è di fornire una provenienza della fonte su ciascun intervallo del testo di una voce e una provenienza temporale per indicarne l'annata. In questo modo il lettore può conoscere «chi ha usato i servizi prima di lui» e quanto tempo la comunità ha impiegato per elaborare e giudicare le informazioni contenute in una voce allo scopo di fornire una calibratura sul "senso di sicurezza". Comunque, queste proposte riguardanti la provenienza sono abbastanza controverse.
Uno degli ideatori del progetto, Larry Sanger, nel 2004 criticò Wikipedia per la sua presunta filosofia anti-elitaria di attivo disprezzo per la competenza. Il processo di redazione di Wikipedia presuppone che l'esposizione di una voce a molti utenti conduca, con il tempo di per sé, all'accuratezza. Facendo riferimento alla legge di Linus sullo sviluppo open source, in passato Sanger aveva sostenuto che «dati sufficienti occhi, tutti gli errori sono superficiali». Jōichi Itō, personaggio di spicco del mondo tecnologico, a proposito dell'autorità in Wikipedia ha poi scritto che «sebbene dipenda un po' dall'argomento, l'interrogativo è se una cosa sia con tutta probabilità vera quando proviene da una fonte il cui curriculum suona autorevole oppure da una fonte che sia stata esaminata da centinaia di migliaia di persone (con la capacità di commentare) e sia sopravvissuta». Al contrario, in un test informale sulla capacità di Wikipedia di individuare informazioni errate, l'autore sottolineò che il processo usato in Wikipedia «non è realmente un meccanismo in grado di verificare i fatti tanto quanto lo sarebbe un meccanismo di voto» e che un materiale che non apparisse palesemente falso verrebbe accettato come vero.
Wikipedia è stata accusata di insufficienza nella conoscenza a causa della sua natura volontaria e di riflettere i pregiudizi sistemici dei suoi collaboratori. Il redattore capo della Britannica Dale Hoiberg ha commentato che «le persone scrivono di cose alle quali sono interessate, perciò molti argomenti non vengono coperti e le notizie di attualità sono trattate con molto dettaglio. Nell'edizione inglese di Wikipedia la voce sull'uragano Frances è lunga cinque volte quella sull'arte cinese e la voce sulla soap opera Coronation Street è lunga il doppio di quella sul primo ministro inglese Tony Blair.» L'ex redattore capo di Nupedia Larry Sanger affermò nel 2004 che «quando si tratta di argomenti relativamente specializzati (al di fuori degli interessi di molti collaboratori), la credibilità del progetto è molto irregolare».
Wikipedia è stata elogiata poiché, come wiki, permette alle voci di essere aggiornate o create in risposta ad avvenimenti di attualità. Per esempio, la voce sul maremoto dell'Oceano Indiano nella sua edizione inglese è stata citata spesso dalla stampa poco dopo l'episodio. I suoi redattori hanno anche affermato che Wikipedia come sito web è capace di includere voci su un numero di argomenti più ampio di quanto potrebbe fare un'enciclopedia stampata.
La rivista di informatica tedesca c't nell'ottobre 2004 ha fatto un confronto tra le enciclopedie Brockhaus Premium, Microsoft Encarta e Wikipedia. Alcuni esperti hanno valutato 66 voci in varie discipline. Nel punteggio complessivo Wikipedia ha ottenuto 3,6 punti su 5, la Brockhaus Premium 3,3 e Microsoft Encarta 3,1.
In un'analisi sulle enciclopedie online, i professori della Indiana University Emigh e Herring hanno poi sostenuto che «Wikipedia apporta miglioramenti alle tradizionali fonti di informazione, specialmente per le aree in cui è forte, come tecnologia e avvenimenti d'attualità».
Alla fine del 2005 è sorta una controversia dopo che il giornalista John Seigenthaler Sr. aveva notato che la sua biografia era stata vandalizzata inserendo informazioni false. Ciò ha portato alla decisione di restringere – nell'edizione di Wikipedia in inglese – la possibilità di creare nuove voci ai soli utenti registrati.
La rivista scientifica Nature nel 2005 riportava (anche in risposta al caso Seigenthaler) i risultati di uno studio comparato, secondo cui le voci scientifiche in Wikipedia erano comparabili in accuratezza a quelle presenti nell'Enciclopedia Britannica (sull'edizione inglese di Wikipedia furono riscontrati una media di 4 errori per voce contro i 3 della Britannica). La ricerca di Nature ha fatto notevole scalpore nei media, dai quali è stata spesso citata come dimostrazione dell'efficacia dei progetti basati sul crowdsourcing. Secondo un nuovo studio condotto nel 2012 dalla società Epic e da alcuni ricercatori dell'università di Oxford, Wikipedia è divenuta più precisa, documentata e aggiornata rispetto alla Britannica.
Tra il 28 dicembre 2005 e il 10 gennaio 2006 l'edizione in lingua italiana di Wikipedia è stata sottoposta a un esperimento da parte del settimanale L'Espresso, che ha inserito volutamente quattro errori in altrettante voci dell'enciclopedia (Álvaro Recoba, Ugo Foscolo, Giovanni Spadolini, Georg Hegel) e una voce del tutto inventata su un inesistente poeta di nome Carlo Zamolli. La voce Álvaro Recoba è stata corretta in poco più di un'ora. La voce Georg Hegel dopo dieci giorni. Le altre due voci contenenti gli inserimenti errati e la voce inventata sono state corrette solo dopo l'uscita del settimanale nelle edicole. Come ulteriore esempio, una voce intitolata Elia Spallanzani, del tutto inventata, inserita l'8 gennaio 2005, non è stata corretta fino al 19 maggio 2006; nel corso della procedura di cancellazione la voce è stata modificata in modo da chiarire che si trattava di una biografia immaginaria.
Nel suo pamphlet sulla specializzazione, frammentazione e disgregazione del sapere Lucio Russo conclude:

### Premi e riconoscimenti

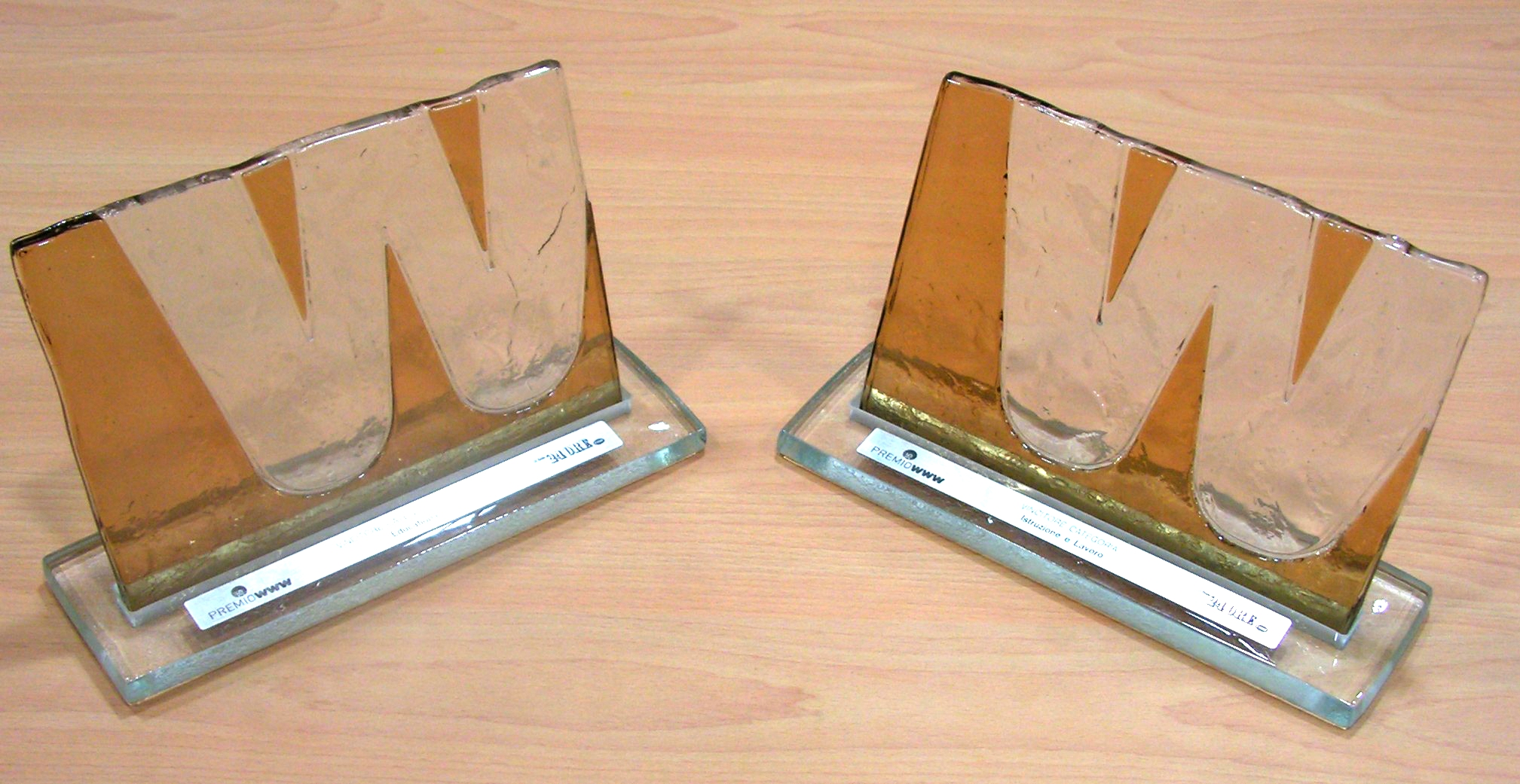
I premi vinti da it.wiki per il Premio WWW 2005

A maggio 2004 Wikipedia ha vinto due premi importanti: il primo è un Golden Nica per le Comunità digitali all'interno del Prix Ars Electronica di Linz in Austria, in cui annualmente sono consegnati premi nel campo dell'arte elettronica ed interattiva, dell'animazione al computer, della cultura digitale e della musica. Questo premio fu accompagnato da un finanziamento di 10.000 euro e da un invito a presenziare al PAE Cyberarts Festival di quell'anno. Il secondo è il Webby Award (premio annuale per i migliori siti web) proposto dalla giuria per la categoria "Comunità". Wikipedia è anche stata nominata per il premio della categoria "Migliori attività". Nel settembre 2004 l'edizione giapponese di Wikipedia ha ottenuto un Premio per la creazione web dall'Associazione inserzionisti del Giappone. Questo premio, normalmente consegnato a singole persone che si sono distinte per il loro contributo al web in giapponese, è stato ritirato per conto del progetto da un collaboratore di lunga data.
Wikipedia ha ricevuto plausi da fonti giornalistiche quali BBC News, USA Today, The Economist, Newsweek, BusinessWeek, il Chicago Sun-Times, Time Magazine e Wired Magazine.
A dicembre 2005 la Wikipedia in italiano ha ricevuto due premi nell'ambito del Premio WWW 2005, organizzato da Il Sole 24 Ore:
- come miglior sito nella categoria Istruzione e Lavoro;
- il premio speciale Internet Educational assegnato in collaborazione con il Ministero per l'Innovazione e le Tecnologie con la motivazione: "È un'enciclopedia libera, frutto di un'intelligenza collettiva che esalta la condivisione del sapere e il suo libero accesso. Wikipedia è una fonte informativa in continuo divenire che consente il superamento della staticità dei tradizionali supporti enciclopedici cartacei e che è sottoposta ad una costante opera di monitoraggio/revisione effettuata dagli utenti stessi."[55]

Nell'edizione 2007 dello stesso premio si è aggiudicata la categoria Portali, siti di informazione & community.
Nel 2008 a Wikipedia è stato conferito il Premio Quadriga.
Nel 2009 il lancio di Wikipedia (avvenuto nel 2001) è stato inserito da Webby Awards nei 10 momenti più importanti per Internet nell'ultimo decennio (2000-2009).
Wikipedia è riconosciuta dal Guinness World Records (Guinness dei primati) come la più grande enciclopedia online e come la più grande enciclopedia in assoluto.